# Gerichte im Fürstentum Krotoszyn
Die beiden Gerichte im Fürstentum Krotoszyn waren zwischen 1821 und 1834 die einzigen Patrimonialgerichte in der Provinz Posen.

## Geschichte
Im Herzogtum Warschau wurde die Patrimonialgerichtsbarkeit abgeschafft und auch nach dem erneuten Übergang an Preußen 1814/15 nicht wieder eingeführt. Karl Alexander von Thurn und Taxis erhielt aber 1819 den Titel eines Fürsten von Krotoszyn. Damit verbunden war die Patrimonialgerichtsbarkeit. Es wurden daher 1821 das fürstliche Friedensgericht Krotoszyn für kleinere Fälle und das Fürstentumsgericht Krotoszyn für andere eingerichtet. Zweite Instanz bildete das Landgericht Fraustadt.
Die beiden fürstlichen Gerichte nahmen ihre Tätigkeit am 1. Juli 1821 auf und hatten ihren Sitz in der Stadt Krotoszyn, die feierliche  Eröffnung der fürstlichen Gerichte fand allerdings erst am 14. August 1823 statt.
Nach dem Kauf der Allodialgüter Chwaliszewo und Glogowo beantragte der Fürst am 14. Juni 1826 die Erweiterung des Sprengels der fürstlichen Gerichte auf diese Güter beim Justizminister. Heinrich von Danckelmann lehnte dies jedoch ab. Ein erneuter Antrag war aber erfolgreich und diese Kompetentzerweiterung wurde mit Beschluss des königlichen Justiz-Ministeriums vom 13. November 1833 genehmigt.
Ökonomisch war die fürstliche Gerichtsbarkeit ein Zuschussgeschäft und diente primär dem Prestige des Gerichtsherren. 1834 wurde die Gerichtsorganisation in der Provinz Posen neu organisiert und einheitlich dort Land- und Stadtgerichte eingerichtet. Auch im Hinblick auf die Kosten stimmte der Fürst am 20. März 1834 freiwillig der Abtretung der Gerichtsbarkeit zu. Damit endete die Patrimonialgerichtsbarkeit in der Provinz Posen und das Land- und Stadtgericht Fraustadt übernahm die Aufgaben der Gerichte im Fürstentum Krotoszyn. 

### Friedensgericht Krotoszyn
Das Fürstliche Friedensgericht durfte in Zivilverfahren mit einem Streitwert bis 50 Taler entscheiden und war für die Freiwillige Gerichtsbarkeit zuständig. In Strafverfahren war es für Vergehen und kleine Fälle wie Holzdiebstahl zuständig. Im Jahr 1831/1832 gab es beim Fürstlichen Friedensgericht beispielsweise 391 Holzdiebstahlverfahren.

### Fürstentumsgericht Krotoszyn
Das Fürstliche Fürstentumsgericht entschied in Zivilsachen mit einem Streitwert über 50 Taler. Schwerpunkt waren (Zwangs-)Versteigerungen, Insolvenzverfahren, Familien- und Vormundschaftsverfahren, Hypothekenangelegenheiten und Strafverfahren. Das Fürstliche Fürstentumsgericht war auch der Untersuchungsrichter in Kriminalfällen.